# Barbula latifolia
Barbula latifolia là một loài Rêu trong họ Pottiaceae. Loài này được (Hedw.) Kindb. mô tả khoa học đầu tiên năm 1897.